# Okapi Conservation Project
A Okapi Conservation Project (OCP), (em português: Projeto de Conservação dos Ocapis) foi fundada em 1987 para a proteção dos ocapis (Okapia johnstoni) e seu habitat. Ocapis na natureza são encontrados apenas na República Democrática do Congo e são vistas como as principais espécies emblemáticas da Floresta Tropical Ituri.